# Hybothorax graffii
Hybothorax graffii är en stekelart som beskrevs av Julius Theodor Christian Ratzeburg 1844. Hybothorax graffii ingår i släktet Hybothorax och familjen bredlårsteklar. Enligt den finländska rödlistan är arten nära hotad i Finland. Arten är reproducerande i Sverige. Artens livsmiljö är sandstränder vid Östersjön. Inga underarter finns listade i Catalogue of Life.